# 科塔縣

科塔县在拉贾斯坦邦中的位置

科塔縣是印度的一個縣，位於該國西北部，由拉賈斯坦邦負責管轄，面積5,446平方公里，識字率為77.48%，2011年人口1,950,491，人口密度為每平方公里358人。首府设在科塔。
25°10′48″N 73°49′48″E / 25.18000°N 73.83000°E